# خانگای (آرخانگای)
خانگای (به لاتین: Khangai) یک منطقهٔ مسکونی در مغولستان است که در استان آرخانگای واقع شده‌است. خانگای ۴٬۴۰۰ کیلومتر مربع مساحت دارد.